# Oratorij (glasba)
Oratorij (cerkvena lat. oratorium (hiša molitve), iz latinščine orare (moliti)) se imenuje  glasbena oblika dramskega, večdelnega svetega besedila, pri katerem običajno sodeluje več vokalnih solistov, zbor in orkester. Je dramska pripoved, prepredena z akcijskimi elementi. 
Ker izraz oratorij izhaja iz besede za molitveno dvorano, to kaže na začetke žanra, ki se je razvil iz ne-liturgičnih glasbenih pobožnosti v rimskem oratoriju in je dobil ime po svoji obliki in uspešnosti na prizorišču.

## Razlika med opero
Oratorij je izveden izključno v koncertni obliki in se, v nasprotju z opero, dogajanje oblikuje samo v pesmi in glasbi. Bistvena razlika med opero in oratorijem je tudi ta, da opera večinoma opeva posvetne vsebine, oratorij pa je bolj osredotočen na duhovne (verske) zgodbe. Običajno so tudi izvedeni v cerkvenem okolju, kar za opero ni primer. Sta pa si oratorij in opera vedno medsebojno vplivala, na primer z uvedbo da capo arije.

## Nastanek in razvoj
Okvir za razvoj oratorija kot žanra je Tridentinski koncil 1545-1563, ki je strogo omejil uporabo glasbe pri bogoslužju. (Te določbe so bile še leta 1917 potrjene in preklicane za cerkveno glasbo na drugem vatikanskem cerkvenem zboru 1962-1965). Odobreno je bilo samo igranje orgel in petje, pod pogojem, da ni "ekstravagantno" in se ohrani jasnost besedila.
V duhu protireformacije je v Italiji nastalo močno versko gibanje, ki si je poleg maš in vzporednega bogoslužja ustvarilo svoj neliturgični prostor. Laiki in duhovniki so se srečavali v cerkvenih in samostanskih oratorijih (molilnicah, kapelah) pri duhovnih premišljevanjih in vajah. Za zgled so bili esercizi, tj. duhovne vaje, Filipa Nerija (1558) v oratoriju samostana Sv. Marije, kot laična bratovščina, filipinci. Ker niso bili vezani na bogoslužje, so ta srečanja lahko prosto oblikovali. Poleg molitev, pridig in branja Svetega pisma so peli duhovne pesmi: eno ali večglasne laude. Laude so bile lirične ali pripovedne, pa tudi v obliki dialoga, kar spominja na duhovno dramo in na dramatične vloge poznejšega oratorija. Skupni čas trajanja je bil približno 40 - 50 minut, dolžina besedila pa približno 350 - 450 vrstic. Še posebej glasbeno bogati so bili veliki četrtek in veliki petek. Ker je imela Congregatio del Santissimo Crocifisso na voljo precejšnja finančna sredstva, so najeli znane osebnosti, kot so Giovanni Pierluigi da Palestrina ali Emilio de 'Cavalieri, za  pisanje glasbe.
Pravi oratorij je nastal s prevzemom monodije iz kantate, madrigala in opere esercizi oratorii.
Cavalieri (1550-1602), ki je v Firencah skladal svojo Evridiko, je v Rimu napisal Rappresentazione di anima e di ioorpo na isto besedilo kot omenjena pogovorna lauda in z enoglasnimi recitativi. Primerjava kaže na spremenjeno melodiko, ki sledi ritmu in notranjemu gibanju besedila ob spremljavi generalbasa. Napisano je v takrat modnem slogu za solista, orkester in zbor. Naslov spominja na staro zvrst ''rappresentazione'' iz 15. stoletja monodija in (verjetno) odrska izvedba naredi iz nje »duhovno opero«.
Še en predhodnik oratorija je italijanski duhovni madrigal v obliki dialoga, ki je nastal v 17. stoletju v novem koncertnem slogu. Pomemben predstavnik je Claudio Monteverdi z delom Selva morale e spirituale.
Monodija se je vrinila tudi v dialogih, neposrednega predhodnika oratorija, s snovjo iz Stare zaveze, pripovedovalcem (testo, historicus) in dramatičnimi vrivki. Novi so solistični deli v  monodičnem slogu, ter večglasni deli za soliste in zbor v motetni in madrigalistični maniri. Najbolj znana zbirka je: G. F. Anerio, Teatro nonico spirituale di madrigali (Rim 1619). Besedilo oratorija ima poetično obliko, pogosto rimano (z izmeničnim številom zlogov in položajem rime). V začetku 17. st. so pripovedna besedila igre izvajali bolj solisti, v drugi polovici 17. stoletja pa je oblika oratorija postala bolj dramatična, besedilo pa je dobilo epske razsežnosti. Tako določena oblika je ostala do danes. 

#### Oratorio latino
Zgodovina latinskega oratorija je v glavnem omejena na 17. stoletje. Besedilno osnovo daje tudi tukaj stara zaveza, ki pa je močno spremenjena in vsebuje pesniške dostavke. Celota je tako kot pri italijanskem oratoriju neliturgična. Skladatelji: F. Foggia, B. Graziani, glavni mojster pa je bil Giacomo Carissimi.
Vloga pripovedovalca je lahko motet za duet ali za zbor, pa tudi monodični recitativ z generalbasom kot v operi. Ima tudi dramatične solistične vrivke. Zbori imajo pomembne razmišljajoče ali dramatične vloge. Pri Carissimiju zvenijo v široko zasnovani homofoniji, ki posreduje besedilo. Carissimiju oratoriji največkrat obravnavajo tematiko iz stare zaveze, manj iz nove zaveze.
Carissimi je imel velik slogovni vpliv, vendar je vpliv oratoriuma latinuma ostal skoraj povsem omejen na Rim. Izjema je Carissimijev učenec Charpentier s 24 latinskimi oratoriji.

#### Oratorio volgare
Oratorio volgare je bil bolj razširjen in je zgodovinsko nadaljevanje prejšnjega. Razvijal se je vzporedno z opero (veliko sta vplivala drug na drugega). Poleg Rima se je pojavil tudi v severni Italiji, posebno v Bologni in Modeni. Oratorij ima dva dela, verjetno s pridigo med njima.
Alessandro Stradella je naprej razvijal orkestrski part in je v spremljavo arij celo vpeljal koncertantno načelo concerta grossa (tutti) in concertina (soli), kot kaže Herodova arija da capo: pevca (bas) spremlja generalbas ter concertino (tukaj violini) in concerto grosso, in sicer v različnih sestavah: umetniško in slikovito.
Glasbeno je oratorij postal kot skupek opernih recitativov in arij v zaporedju, ki je nadomestil prvotno neprekinjeno glasbeno delo. Odločilni dejavnik je petje v parih: vsaka arija je recitativ v istem delu. Nastale pomenske enote ustrezajo v širšem smislu razvrstitvi scen v operi. 

### 17. stoletje
Izraz oratorij se je pojavil šele okoli 1640. Prva uporaba izraza za tako glasbeno delo je mogoče najti pri skladatelju in piscu Roman Pietro Della Valle. V decembru 1640 je bila uprizoritev oratorija za svečnice, ki je potekala skladateljevi v hiši. Druga dela iz tega obdobja, ki so podobna temu oratoriju, pogosto še vedno nosijo oznako "Dialogo" ali "Kantata"; meja med temi ni jasna.
Oratorij kmalu zbudi zanimanje verskih in posvetnih dostojanstvenikov in se hitro uveljavi kot predstavnik glasbenega žanra v tem času v glasbenih središčih Italije: Rim, Bologna, Modena, Firence, Benetke, Neapelj. Večji italijanski skladatelji oratorijev v 17. stoletju so bili: Marco Marazzoli, Domenico Mazzocchi, Pietro Della Valle, Luigi Rossi, Giacomo Carissimi, Francesco Foggia, Alessandro Stradella, Alessandro Scarlatti, Vincenzo De Grandis, Giovanni Carlo Maria Clari, Antonio Caldara, Carlo Francesco Pollaiolo, Tommaso Pagano, Donato Ricchezza in drugi. Sredi 17. stoletja sta oratorij prinesla na Dunaj dva Benečana, Giovanni Priuli (okoli 1580-1629) in Giovanni Valentini (1582-1644).
V naslednjih letih se je razvila posebna vrsta Oratorio al Sepolcro del Santo Venerdì, ki je v muzikološki literaturi znana kot dunajski Sepolcro. Oratoriji iz Dunaja 17. stoletja, zato le redko nosijo oznakooratorij temveč se bolj običajno imenujemo Rappresentazione sacra al Sepolcro, Azione sacra ali Componimento Sacro al Sepolcro. Značilnost dunajskega Sepolcra je slikovit prikaz in je enodelen. Skladatelj Sepolcra so bili številni dunajski dvorni dirigenti in skladatelji oper, napisanih v 17. stoletju: Giovanni Felice Sances, Antonio Draghi in Giovanni Battista Pederzuoli, v 18. stoletju, Marc 'Antonio Ziani, Johann Joseph Fux, Antonio Caldara in Francesco Bartolomeo Conti. Cesar Leopold I. je sam napisal več oratorijev. V drugi polovici 18. stoletja so se Georg Christoph Wagenseil, Carl Ditters od Dittersdorf, Antonio Salieri in Joseph Haydn pojavljali z italijanskimi oratoriji.
V Franciji so francoske verske vojne in absolutizem pripeljala do skoraj stoletje trajajoče glasbene stagnacije, ki se je še posebej nanašala na cerkveno glasbo. Marc-Antoine Charpentier (okoli 1645/50-1704), od katerega so nekateri latinski oratoriji ohranjeni, je netipična izjema, njegov vpliv na nadaljnji razvoj glasbene zgodovine pa majhen.

### Barok

#### V Italiji
Italija v 18. stoletju predstavlja enega najpomembnejših centrov oratorijev. Slogovno omogočila prehod od generalbasa do dunajskega klasicizma in zmagoslavja neapeljske opere. Slednja je bila značilna za oratorij da capo arije, ki jo je pogosteje nadomestila druga oblika, kot je Kavatina ali Rondo. Tudi število in obseg zborov, ansamblov in instrumentalnih skladb je večje. Je pa oratorij slogovno bolj konservativen od opere. Večina ohranjenih del je italijanskih, latinskih oratorijev je zelo malo.
Pomemben prispevek k razvoju italijanskega oratorija v 18. stoletju, je sedem oratorijev Pietra Metastasiosa, ustvarjeni med 1730-1740 in večkrat uglasbeni v naslednjih desetletjih. Odlikuje jih sistematično menjavanje med recitativom in arijo, pri čemer recitativi vsebujejo visoko pripoved.
Večina skladateljev tega obdobja so zaposleni v cerkvenih institucijah kot dirigenti. Med najpomembnejšimi so Niccolò Jommelli, Giovanni Battista Casali in Pietro Maria Crispi v Rimu, Giovanni Battista Martini v Bologni, Baldassare Galuppi v Benetkah in Domenico Cimarosa v Neaplju.

#### Severnonemški protestantski oratorij
V primerjavi z Italijo, se je nemški evangeljski oratorij razvija neodvisno. Vsebujejo tekstualne in glasbene odlomke.
Med najpomembnejšimi predhodniki nemškega protestantskega oratorija so tisti, ki jih je napisal Dietrich Buxtehude v Lübecku za glasbene večere na petih nedeljah v letu. Besedilo je bilo sestavljeno iz dobesednih in parafraziranih spisov in duhovnih pesmi in pevskih verzov; v glasbi se lahko prepozna sledi italijanskega oratorija.
Za prvi nemški oratorij velja Der blutige und sterbende Jesus (Krvaveč in umirajoč Jezus), ki ga je uglasbil Reinhard Keiser in libreto napisal Christian Friedrich Hunold. Prva predstava je bila leta 1704 v Hamburgu. Skladba (ohranjeno je bilo besedilo) se je za dolgo časa izgubila. Leipziški muzikolog Christine Blanken jo je našel v letu 2007 v državni knjižnici v Berlinu.
Material za izbor nemškega baročnega oratorija je bil v glavnem omejen na pasijon in božič. Tako imenovani Brockes-Passion je uglasbilo več pomembnih skladateljev (Georg Friedrich Händel 1716, Johann Mattheson 1718, Georg Philipp Telemann 1722) in s tem pomagali oratoriju tudi preboj v Nemčiji. Telemann in njegov libretist svoje alegorične slike iz dogodke v oratoriju nista omejila le na svetopisemske osebe. Vrhunec in zaključek nemškega protestantskega oratorija so pasijoni Johanna Sebastiana Bacha (Johannes-Passion BWV 245, 1724, St. Matthew Passion BWV 244, 1727-1729 (zgodnji različici) in 1736 (končna verzija); St. Mark Passion BWV 247, 1731).

#### Katoliški oratoriji na nemško govorečem ozemlju
Na božjem grobu, ki je bil zgrajen v Dresdnu v kraljevi kapeli leta 1720 po dunajskem modelu, sta bila vsako leto na Sveto soboto, od časa do časa tudi na Veliki petek, izvajana pasijon in oratorij. Na ta način je italijanski oratorij nadaljevanje dunajske Sepolcro tradicije v Nemčiji.
Poleg glavnih razvojnih središč nemških katoliških oratorijev, so bili predvsem na avstrijsko-habsburškem ozemlju. Najpomembnejše skladatelji so bili Gregor Joseph Werner kot dirigent v Eisenstadt, Johann Georg Albrechtsberger, organist v opatiji Melk v Salzburgu in Leopold Mozart in Johann Ernst Eberlin. Tudi Wolfgang Amadeus Mozart in Johann Michael Haydn imata skladbe za katoliške molilnice.
Tudi na Dunaju se začne v 1770-tih uveljavljati nemški jezik namesto italijanskega v oratoriju. Neutrudna prizadevanja barona Gottfried van Swietwna za dela Johanna Sebastiana Bacha, Georga Friedricha Händla in Carl Philipp Emanuel Bacha tvorijo podlago za več oratorijev Josepha Haydna na prelomu 19. stoletja.

#### Anglija
Angleški oratorij je bil pogost šele v 18. stoletju, kot tudi glasbena zgodovina države zaradi Georga Friedricha Händla. Zaradi oddaljevanja angleške Cerkve od katolicizma tam pred Händlom oratorija ni bilo. Le verska strpnosti pod kraljem Jurijem II. je ustvaril socialne predpogoje za uspeh Händlovih oratorijev. Prvič Händel uporabil splošni izraz "oratorij" za angleško delo leta 1732. Händel je razvil tipičen ton poseben angleški oratorij, kjer ima zbor pomembno vlogo. Najbolj se to odraža v Mesija in Izraelci v Egiptu. Skoraj vsa snov je iz Stare zaveze, ki je bila zelo priljubljena v angleškem puritanizmu. Uspeh oratorija v Angliji je ne nazadnje pripisati vse večjemu zaupanju v oživljanje srednjega razreda. Že sredi 18. stoletja so Händlovi oratoriji vključeni v repertoarje glasbenih festivalov v britanskih mestih.

### Klasična in pred-klasična doba
Medtem ko Bachov Pasijon konča baročno dobo oratorija z vrhuncem, se pokaže v drugem tipu oratorija, ki naj bi postal prevladujoč v naslednjem obdobju: Carla Heinricha Grauna pasijonski libreto za Karla Wilhelma Petra Ramlerja, "Jezusova smrt" (1755, kasneje pa tudi na glasbo Georga Philippa Telemanna in Josepha Martina Krausa). Sledita dva oratorija: Pastirji v jaslih v Betlehemu (1758, uglasbil, med drugim, Johann Friedrich Agricola) in Vstajenje in vnebohod Jezusa (1760, uglasbil, med drugim, Georg Philipp Telemann in Carl Philipp Emanuel Bach). Literarna zgodovina in estetika vključujeta ta oratorija v bližino pre-klasične dobe.
Lirično in glasbeno zaznamuje Graunovoo delo nov oratorijski slog. Neposrednost biblijske pripovedi je ločena od razmišljanja svetopisemskega besedila. Prevladujejo ideje protestantske teološke izobrazbe, ki vidi Jezusa kot zgled, iz njegovih dejanj izhaja uspešno življenje, ki bo pripeljalo do »nesmrtnosti duše«. Glasbeno galanten, pred-klasični slog vsebuje elemente: kontrastno dinamiko, simetrično melodijo in prednost terzam in sekstam.
Klasičen in ustrezen tonalni jezik kaže Die Schöpfung Josepha Haydna, ki je bil velik uspeh za skladatelja.
Oratorij v dunajski klasiki opredeljuje nekaj oratorijev Josepha Haydna (Stvarjenje, Letni časi) in Ludwiga van Beethovena (Pasijon Kristusa na Oljski gori). Haydn daje zlasti pomen zboru, medtem ko Beethoven začne novo glasbeno obliko: Kristus se prikaže kot skoraj operna igralska oseba, malo zamaknjen, vendar zelo pomemben. To je Beethoven uvedel kljub močni kritiki in dosegel takojšen uspeh.
Najbolj znan posvetni oratorij so verjetno Haydnovi Letni časi.
Pri prehodu v romantiko okoli leta 1810 najdemo oratorij Štiri zadnji stvari Josepha Leopolda Eyblerja. Felixa Mendelssohna Bartholdyja Elias in Pavel že jasno kažejo romantično dobo oratorija.

### Romantika
Kulturno življenje, zaradi Napoleonovih vojn v Evropi v začetku 19. stoletja, stagnira. V naslednjih letih se je Nemčija razvila v vodilno kulturno središče oratorija.
Ta temelji na delih dunajskega klasicizma in oratorij v 19. stoletju končno stopi iz cerkvenega prostora v svet meščanskega koncertnega življenja. Že tako šibka verska vez tako popolnoma izgine, saj so postale regionalne razlike vse bolj zabrisane. Oratorij se šteje kot duhovno nasprotje simfoniji, kot tudi spodbuja prizadevanja za sanacijo v okviru cerkvene glasbe, ki pritegne Palestrino in A-cappella ideal.
Najpomembnejši skladatelji oratorijev 19. stoletja v nemško govorečem področju so bili: Friedrich Schneider (Poslednja sodba, Gethsemane' in Golgota), Carl Loewe (Gutenberg, Das Sühnopfer des neuen Bundes), Felix Mendelssohn Bartholdy (Elias, Pavel, Kristus), Robert Schumann (Das Paradies und die Peri (1843), Der Rose Pilgerfahrt), Franz Liszt (Legenda o sv. Elizabeti (1862), Kristus), Louis Spohr (Die letzten Dinge, Des Heilands letzte Stunden), Friedrich Kiel (Kristus).
Zaradi francoskega centralizma, je glasbeno življenje Francije usmerjeno v Pariz. Zaradi izjemnega učinka opere v javnem kulturnem življenju, se pojavlja kot edini skladatelj oratorija v prvi polovici stoletja, Jean-Francois Le Sueur. V teku 19. stoletja so se oratoriji našli na meji s simfoničnimi žanri. Pojavljajo se veliki koncertni oratoriji, označeni kot »Symphonie dramatique« ali »Mystere«.
Najpomembnejši skladatelji in dela so: Hector Berlioz (L’Enfance du Christ, La damnation de Faust), Félicien David (Moise au Sinai, Eden), Charles Gounod (Tobie, Les sept paroles de Notre Seigneur Jezus-Christ sur la Croix,La Redemption), Camille Saint-Saens (Oratorio de Noël), César Franck (La Redemption, Les béatitudes), Jules Massenet (Eve, La Vierge), Gabriel Pierné (La Nuit de Noël, Les enfants à Bethléem, La Croisade des enfants) Henri Rabaud Job (1900).

### 20. stoletje
Oratorij se je oklevajoče vrnil v javnost s Stravinskim in njegovim Kraljem Ojdipom v Franciji (1927), Arthur Honegger Jeanne d'Arc au bucher v Baslu (1938) in Franz Schmidt Das Buch mit sieben Siegeln na Dunaju (1938). Povojni oratoriji vključujejo Vadima Salmanova Dvanajst, Krzysztof Penderecki Pasijon sv. Luke, René Clemencic Kabbala, Osvaldo Golijov La Pasion segun San Marcos.
Oratorije po popularnih glasbenikih je tudi Leo Ferre La Chanson du mal-Aime (1954 in 1972), po istoimenski pesmi Guillaume Apollinaire in Paul McCartney Liverpoolski oratorij (1991).

### 21. stoletje
Ko je Dudley Buck sestavljal svoj oratorij Luči Azije leta 1886, je postal prvi v zgodovini žanr, ki je temeljil na življenju Bude. Številni oratoriji v poznih 20. in zgodnjih letih 21. stoletja so temeljili na Budovem življenju ali so bila vključena budistična besedila. To so Somei Satoh Stabat Mater (1987), Dinesh Subasinghe Karuna Nadee (2010) in Jonathan Harvey Weltethos (2011). 21. stoletje je tudi nadaljevanje oratorijev, ki temeljijo na krščanstvu (John Adams El Niño). Druge religije zastopajo: Ilaiyaraaja s Thiruvasakam (temelji na besedilih hindujskih hvalnic Šive). Posvetni oratoriji 21. stoletja med drugimi:  Nathan Currier Gaian variacije (ki temeljijo na Gaia hipotezi) in Richarda Einhorn Origin (ki temelji na spisih Charlesa Darwina).

## Slavni oratoriji
- Cavalieri: Duša in telo
- Schutz: Vstajenje
- Bach: Božični oratorij
- Handel: Savel, Izrael v Egiptu, Mesija, Jevte
- Haydn: Stvarjenje, Letni časi
- Beethoven: Kristus na Oljčni Gori
- Mendelssohn: Sveti Pavel, Elija
- Barlioz: Kristusovo otroštvo
- Liszt: Sveta Elizabeta, Kristus
- Elgar: Gerontiusove sanje, Apostoli, Kraljestvo
- Honegger: Kralj David, Devica Orleanska na grmadi
- Messiaen: Sveti Frančišek Asiški